# Peer Krom
Gerardus Johannes Krom, detto Peer (Haarlem, 10 marzo 1898 – Beverwijk, 15 dicembre 1965), è stato un calciatore olandese, di ruolo centrocampista.

## Carriera
A livello di club, Massy ha giocato tutta la carriera nell'Haarlem.
Con la maglia della nazionale olandese ha giocato in totale 13 partite, segnando un solo goal, all'esordio, contro la Svizzera. Ha preso parte ai tornei olimpici di Parigi 1924 e Amsterdam 1928.

## Statistiche

### Cronologia presenze e reti in nazionale
| Cronologia completa delle presenze e delle reti in nazionale ― Paesi Bassi | Cronologia completa delle presenze e delle reti in nazionale ― Paesi Bassi | Cronologia completa delle presenze e delle reti in nazionale ― Paesi Bassi | Cronologia completa delle presenze e delle reti in nazionale ― Paesi Bassi | Cronologia completa delle presenze e delle reti in nazionale ― Paesi Bassi | Cronologia completa delle presenze e delle reti in nazionale ― Paesi Bassi | Cronologia completa delle presenze e delle reti in nazionale ― Paesi Bassi | Cronologia completa delle presenze e delle reti in nazionale ― Paesi Bassi |
| Data                                                                       | Città                                                                      | In casa                                                                    | Risultato                                                                  | Ospiti                                                                     | Competizione                                                               | Reti                                                                       | Note                                                                       |
| -------------------------------------------------------------------------- | -------------------------------------------------------------------------- | -------------------------------------------------------------------------- | -------------------------------------------------------------------------- | -------------------------------------------------------------------------- | -------------------------------------------------------------------------- | -------------------------------------------------------------------------- | -------------------------------------------------------------------------- |
| 25-11-1923                                                                 | Amsterdam                                                                  | Paesi Bassi                                                                | 4 – 1                                                                      | Svizzera                                                                   | Amichevole                                                                 | 1                                                                          |                                                                            |
| 23-3-1924                                                                  | Amsterdam                                                                  | Paesi Bassi                                                                | 1 – 1                                                                      | Belgio                                                                     | Amichevole                                                                 | -                                                                          |                                                                            |
| 21-4-1924                                                                  | Amsterdam                                                                  | Paesi Bassi                                                                | 0 – 1                                                                      | Germania                                                                   | Amichevole                                                                 | -                                                                          |                                                                            |
| 27-4-1924                                                                  | Anversa                                                                    | Belgio                                                                     | 1 – 1                                                                      | Paesi Bassi                                                                | Amichevole                                                                 | -                                                                          |                                                                            |
| 27-5-1924                                                                  | Parigi                                                                     | Paesi Bassi                                                                | 6 – 0                                                                      | Romania                                                                    | Olimpiadi 1924                                                             | -                                                                          |                                                                            |
| 2-6-1924                                                                   | Parigi                                                                     | Paesi Bassi                                                                | 2 – 1                                                                      | Irlanda                                                                    | Olimpiadi 1924                                                             | -                                                                          |                                                                            |
| 9-6-1924                                                                   | Parigi                                                                     | Paesi Bassi                                                                | 1 – 3                                                                      | Svezia                                                                     | Olimpiadi 1924                                                             | -                                                                          |                                                                            |
| 25-10-1925                                                                 | Amsterdam                                                                  | Paesi Bassi                                                                | 4 – 2                                                                      | Danimarca                                                                  | Amichevole                                                                 | -                                                                          |                                                                            |
| 28-3-1926                                                                  | Amsterdam                                                                  | Paesi Bassi                                                                | 5 – 0                                                                      | Svizzera                                                                   | Amichevole                                                                 | -                                                                          |                                                                            |
| 18-4-1926                                                                  | Düsseldorf                                                                 | Germania                                                                   | 4 – 2                                                                      | Paesi Bassi                                                                | Amichevole                                                                 | -                                                                          |                                                                            |
| 2-5-1926                                                                   | Amsterdam                                                                  | Paesi Bassi                                                                | 1 – 5                                                                      | Belgio                                                                     | Amichevole                                                                 | -                                                                          |                                                                            |
| 18-4-1927                                                                  | Amsterdam                                                                  | Paesi Bassi                                                                | 8 – 1                                                                      | Cecoslovacchia                                                             | Amichevole                                                                 | -                                                                          |                                                                            |
| 5-6-1928                                                                   | Rotterdam                                                                  | Paesi Bassi                                                                | 3 – 1                                                                      | Belgio                                                                     | Olimpiadi 1928                                                             | -                                                                          |                                                                            |
| 8-6-1928                                                                   | Rotterdam                                                                  | Paesi Bassi                                                                | 2 – 2                                                                      | Cile                                                                       | Olimpiadi 1928                                                             | -                                                                          |                                                                            |
| Totale                                                                     |                                                                            | Presenze                                                                   | 13                                                                         |                                                                            | Reti                                                                       | 1                                                                          |                                                                            |